# 界外球 (棒球)
在棒球中，界外球是一個被打擊出去而不是擦棒被捕球，且符合下列情況：
- 在本壘和一壘，或是本壘和三壘之間停止在界外區域地面
- 彈跳經過一壘或三壘的界外區域
- 第一次落在一壘或三壘後方的界外區域
- 第一次接觸到裁判、選手，或在界外地面上的任何外來物體
- 飛越穿過界外地面後的比賽場地

當任何界外或界內球在飛行狀態（in flight）被接殺，打擊者即出局。否則，當擊出球變成一個界外球，該球變成死球，所有的跑者必須回到他們於投球時間的壘上，且打者繼續打擊，好球數量加一；當打擊者已有兩好球時，打出界外，好球數不增加。但如果打擊者在二好球後以短打擊出界外球，打者就會被判出局，記錄時記為三振。
當打者擊出界外飛球被接殺宣告為出局時如壘上有跑者，則跑者得比照界內飛球先踏回原壘位，於野手手套碰觸到球後嘗試進壘。
在不同的情況，界外球可能被視為投球或揮棒的正面或負面結果。當沒有或是一個好球時，一個界外球數會變成一次好球，有利於投手。然而，一個界外球可能顯露出打者他已經抓準投球的節奏，在下一個這樣的投球，只需要對於他的揮棒位置作調整。在兩好球後的界外球對於打者而言一般是有利的，因為他因此避免掉擊打這個可能有難度的投球。且在兩好球後的界外球也會增加投手的投球數，增加他的疲勞，因而提供了進攻方的小優勢。

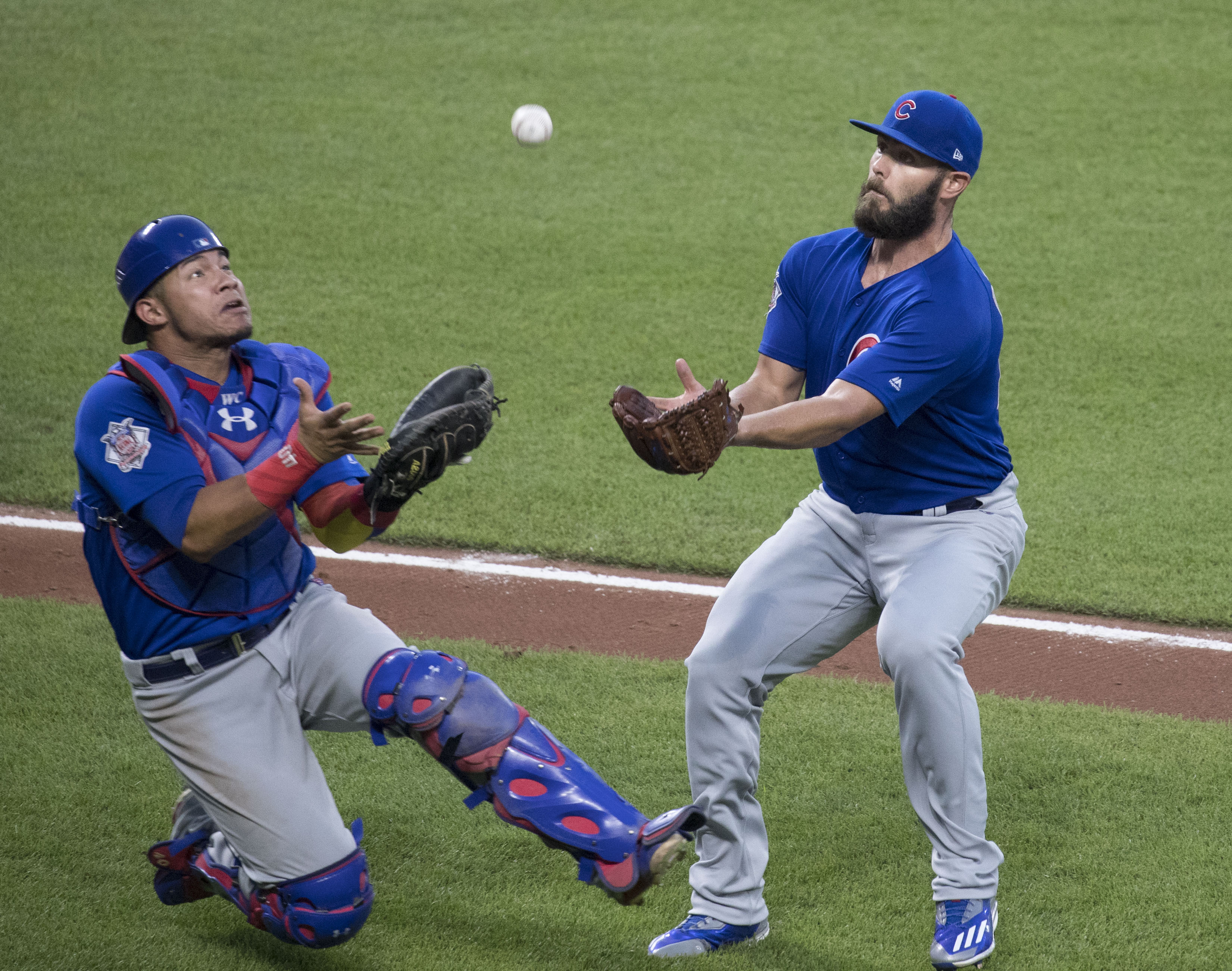
投手與捕手正試圖將界外球接殺，使打者出局。